# 小行星2939
小行星2939（2939 Coconino）是一颗绕太阳运转的小行星，为主小行星带小行星。该小行星于1982年2月21日发现。
該小行星以發現地美國亞利桑那州可可尼諾縣命名。

## 轨道参数
小行星2939的轨道半长轴为2.4410530 UA，离心率为0.162。